# 35
35 (XXXV) fue un año común comenzado en sábado del calendario juliano, en vigor en aquella fecha. En el Imperio romano, era conocido como el Año del consulado de Galo y Noniano (o menos frecuentemente, año 788 Ab urbe condita). La denominación 35 para este año ha sido usado desde principios del período medieval, cuando la era A. D. se convirtió en el método prevalente en Europa para nombrar a los años.

## Acontecimientos
- 6 de diciembre, Guatemala: primeros documentos escritos de América en estelas de época Olmeca tardía.
- Pablo de Tarso, defensor de la ortodoxia judía, se convierte al cristianismo e inicia una labor misionera que lo llevará por Asia Menor, Galacia, Macedonia, Grecia y Roma. El Nuevo Testamento contiene trece epístolas que llevan su nombre, siete de ellas escritas por él con certeza.[1]

## Nacimientos
- 8 de noviembre: Nerva, emperador romano.